# Руйкович, Виктор Авксеньтьевич
Виктор Авксеньтьевич Руйкович (1907—2003, Москва) — советский, русский фотограф, кинооператор, журналист.

## Биография
В. Руйкович родился в Москве в 1907 году. Дебют в фотографии в 1915 году. С 1927 года работал помощником кинооператора. С 1934 года начал карьеру фотожурналиста. Сотрудничал с журналом «Огонёк», газетами «Рабочей Москвой», «Правдой», «Известиями», «Moscow News» и другими изданиями.
Война застала Руйковича в Латвии. Возвратившись в Москву, он был поставлен на учёт в Политуправление Рабоче-Крестьянской Красной Армии.
С ноября 1941 года работал фотокорреспондентом в газете «За честь Родины!» (20-я армия под командованием генерала Власова).
После войны фотограф журнала «Советский Союз». Много путешествовал по СССР.
В 1958 году произошёл скандал после публикации в журнале «Советский Союз» фоторепортажа Руйковича о Михаиле Шолохове (писатель был небритый и в телогрейке). Результатом этого ЧП стало разгромное постановление ЦК КПСС — «Об ошибках в художественном оформлении журнала „Советский Союз“», которое камня на камне не оставило от «безответственного» и «идеологически неподкованного» фотографа.
В 1971 году за публикацию эротической фотографии «Три нимфы в озере» в журнале «Freie Welt» (ГДР), из журнала «Советский Союз» был со скандалом уволен.
Кавалер орденов Красной Звезды и Отечественной войны.

## Выставки
- 1997 — «Виктор Руйкович, Выставка к 90-летию со дня рождения фотомастера», Фотоцентр Москва.
- 2001 — «Виктор Руйкович, Выставка к 95-летию со дня рождения фотомастера», галерея «ФотоСоюз» .
- 2003 — «Виктор Руйкович и Марк Марков-Гринберг», Московский дом фотографии.
- 2007 — «Виктор Руйкович, Выставка к 100-летию со дня рождения фотомастера», Фотоцентр Москва.

## Книги с участием Руйковича
- «10 лет Советская Латвия», Латвийское Гос. Издательство, Рига 1950